# ليو أيالا
ليو أيالا (بالإنجليزية: Leo Ayala)‏ هو لاعب كرة قدم أمريكي، ولد في 2 سبتمبر 1993 في هيوستن في الولايات المتحدة. لعب مع Rio Grande Valley FC Toros ‏.

## وصلات خارجية
- ليو أيالا على موقع قاعدة بيانات كرة القدم.إي يو (الإنجليزية)